# 池袋防災館
池袋防災館（いけぶくろぼうさいかん）は、東京都豊島区西池袋にある防災体験学習施設である。1986年11月9日開館。英語表記は「Ikebukuro Life Safety Learning Center」。東京消防庁内での正式名称は「東京消防庁池袋都民防災教育センター」。

## 概要
所在地（住所）
東京都豊島区西池袋2-37-8（東京消防庁池袋消防署4・5Ｆ）
開館時間
9:00 - 17:00（毎週金曜日は21:00まで開館）
休館日
毎月第1火曜日・第3火曜日及び第3火曜日の翌日（国民の祝日にあたる場合は翌日）年末年始（12月28日 - 1月3日）
入場料
無料

## 沿革
- 1986年11月9日 - 開館
- 2010年3月 - 救助・救出コーナー、図上訓練コーナー新設
- 2012年3月 - 地震コーナー改修
- 2017年2月 - 通報コーナー改修
- 2019年4月 - 毎週金曜日にナイトツアー開始
- 2019年3月 - 消火コーナー改修
- 2019年4月 - 開館日を拡大（毎月第1・第3以外の火曜日を開館日に）

## 施設
- 3F - 事務室
- 4F
  - 受付
  - 視聴覚教室
  - 救急コーナー
  - 日常生活の事故防止学習コーナー
- 5F
  - 地震コーナー
  - 煙コーナー
  - 救助・救出コーナー
  - 消火コーナー
  - 図上訓練・防災ブック学習コーナー
  - 通報訓練コーナー